# Maria Malibran
Maria Malibran, właśc. Maria Felicità García (ur. 24 marca 1808 w Paryżu, zm. 23 września 1836 w Manchesterze) – hiszpańska śpiewaczka, mezzosopran.

## Życiorys
Jej ojcem był Manuel del Pópulo Vicente García, siostrą natomiast Pauline Viardot-Garcia. Śpiewu uczyła się od ojca. Na scenie po raz pierwszy wystąpiła w wieku 8 lat w Neapolu rolą w Agnese Ferdinanda Paëra. Jej pierwszą rolą operową była Rozyna w Cyruliku sewilskim Gioacchina Rossiniego w King’s Theatre w Londynie w 1825 roku. W latach 1825–1826 występowała w Park Theatre w Nowym Jorku, kreując role w operach Rossiniego (Tankred, Otello, Turek we Włoszech). Śpiewała też w specjalnie napisanych dla niej przez ojca operach L’Amante astuto i La Figlia dell’aria. W 1826 roku poślubiła francuskiego kupca François Eugène’a Malibrana, jednak małżeństwo okazało się nieudane i w 1827 roku Maria wróciła z Ameryki do Europy bez męża.
W 1828 roku debiutowała na deskach paryskiego Théâtre-Italien w Semiramidzie Rossiniego. W latach 1829–1832 śpiewała w Paryżu i Londynie, następnie udała się w podróż do Włoch, występując w Bolonii (1832) i Neapolu (1833). W 1834 roku śpiewała tytułową rolę w Normie Vincenza Belliniego w mediolańskiej La Scali (jej występ podziwiał m.in. Zygmunt Krasiński). Na początku lat 30. XIX związała się z belgijskim skrzypkiem Charles’em Auguste’em de Bériotem, jednak związek z nim zalegalizowała dopiero po uzyskaniu rozwodu z Malibranem w 1836 roku. W tym samym roku w Theatre Royal przy Drury Lane śpiewała napisaną specjalnie dla niej główną rolę w operze Michaela Balfego The Maid of Artois. Zmarła podczas pobytu z koncertami w Manchesterze, na skutek komplikacji zdrowotnych po tym, jak będąc w ciąży spadła z konia. Tragiczna śmierć w młodym wieku w równym stopniu jak talent przyczyniła się do jej późniejszej legendy.
Dysponowała głosem o szerokiej skali, sięgającym od g do e3. Poza śpiewem zajmowała się także komponowaniem, pisała pieśni i utwory na fortepian.